# Franz Pleickardt Reinhard von Gemmingen
Franz Pleickardt Reinhard von Gemmingen (* 18. September 1870 in Neckarzimmern; † 9. Januar 1927 ebenda) war großherzoglich badischer Kammerherr und Grundherr auf Neckarzimmern, Leibenstadt, Beihingen, Maienfels und Widdern. Er war außerdem Rechtsritter des Johanniterordens.

## Leben
Er war der älteste Sohn des Neckarzimmerer Grundherrn Friedrich von Gemmingen (1823–1882) und der Pauline Freiin vom Holtz (1837–1921). Da der Vater früh gestorben war, ließ sich Franz Pleickardt 1895 zur Reserve des Regiments Gardes du corps versetzen, um die Verwaltung der Familiengüter übernehmen zu können. Er nahm mit seiner 1896 angetrauten Gattin Margarethe von Kalckreuth seinen Wohnsitz im Schloss Neckarzimmern, in den Wintermonaten bewohnte die Familie von 1909 bis 1917 ein Stadthaus in Karlsruhe, wo die Söhne die Schule besuchten.
Am Ersten Weltkrieg nahm er aktiv an Frontkämpfen verschiedener Fronten teil, zog sich dabei jedoch ein Herzleiden zu, das ihm die weitere Verwaltung des Familienbesitzes unmöglich machte, so dass seine Frau diese Aufgaben übernahm.
Er verstarb am 9. Januar 1927 und wurde vier Tage später in der Kapelle auf dem Hornberg bestattet. Sein Grabmal schuf Richard Scheibe.

## Familie
Er war verheiratet mit Margarethe von Kalckreuth (1876–1960). Die Nachkommen waren:
- Friedrich Franz Otto (1898–1945)
- Reinhard Alexander (1901–1981), Grundherr zu Hornberg ⚭ Hertha Freiin von Gemmingen-Steinegg (1906–1988)
- Hans Dieter (1902–1944) ⚭ Martha Thoma (1902–1980)
- Weiprecht Viktor (1916–1987) ⚭ Marlene Steup (1910–2003, gesch. 1970), Eva-Getrud Petrow (* 1927)